# Apriona neglectissima
Apriona neglectissima är en skalbaggsart som beskrevs av De Jong 1936. Apriona neglectissima ingår i släktet Apriona och familjen långhorningar. Inga underarter finns listade i Catalogue of Life.